# 李凱倫
李凱倫（1978年3月29日—），马来西亚政治人物，公正党籍，现任槟城州立法议会马章武莫议员。他於馬來西亞檳城州大山腳出生，曾就讀日新国民型华文中學，其後於馬來西亞工藝大學修讀資產管理系。

## 簡歷
大學期間，為學生組織馬來西亞青年學生民主運動]（簡稱學運，DEMA）的活躍份子，積極推動校園民主、鼓勵學生關心校政和社會事務，並積極反對箝製學生活動和言論自由的《大專法令》。在學時，亦開始參與政治運動。
畢業後，李凱倫繼續擔任學運的組織秘書，並同時負責《小辣椒》雜誌的助理工作，《小辣椒》為當時新創辦的時事評論雜誌。在媒體空間仍然壓抑的馬來西亞，小辣椒的創辦是嘗試以獨立的評論和報導建立社會論述。
2003年-2005年，李凱倫於總部位於香港的亞洲學生協會（ASA）工作，期間推動亞洲區其國學生及青年團體關注世界各地的政治和社會議題，關注點包括教育全球化、各地民主人權狀況、貧窮問題、反戰運動等。在港時，亦有關注馬來西亞的社會問題，包括在香港發起反對內安法的抗議行動。
亞洲學協的工作結束後，李凱倫回到馬來西亞，成立民間青生组织動力青年（Y4C），推動年青人關心政治，包括舉辦培訓活動、助談會、選民登記活動等，並組織年青人參與補選期間的助選工作，以及推動青年上街參與淨選盟的選舉改革運動。
在2008年第12屆全國大選後，雪蘭莪由反對黨民聯執政，李凱倫擔任黃潔冰的政治秘書，并在2009年7月，被雪州政府委任為士拉央市議員。
在2013年，李凯伦成功在马章武莫選区当选州议员。

### 其他參考資料
- 直选是改革的良药：公正党直选的省思（一） （页面存档备份，存于）
- 直选是一面照妖镜：公正党直选的省思（二） （页面存档备份，存于）
- 打造真正民主直选的环境：公正党直选的省思（三） （页面存档备份，存于）
- 李凯伦：勿因一两颗烂苹果产生错误印象，公正党正经历改革阵痛  （页面存档备份，存于）

| 檳城州立法议会职务       | 檳城州立法议会职务              | 檳城州立法议会职务 |
| ------------------------ | ------------------------------- | ------------------ |
| 前任： 陈福良 民联公正党 | 马章武莫州议员 2013年5月5日至今 | 現任               |